# Stammliste der Kuefstein
Stammliste der Kuefstein nach den Angaben auf genealogy.euweb.cz, diese folgt Karl Graf von Kuefstein. Reihenfolge teilweise geändert (nach Geburtsdaten).

## Stammliste
Hans Kuefstein (* um 1274, † 1330 ▭ in Laa, Stadtpfarrkirche) Pfleger der Herrschaft Spitz a. d. Donau, schon österr. Landmann, ⚭ Elisabeth Dachpeck (Dachbeck), dessen Sohn war:
Hans Georg I. Kuefstein (* um 1320 Spitz, † 1390 Laa), ⚭ Veronica von Missendorf, dessen zwei Söhne waren:
- Hans Conrad Kuefstein, Dr. Juris, 1416 bis ungefähr 1426 Stadtschreiber beim Magistrat der Stadt Wien, und
- Hans Jacob Kuoffsteiner (* um 1375, † um 25. November 1448, ▭ in Röhrenbach (NÖ), St. Michael), Herr der Veste Feinfeld, dem ältesten Sitz der Kuefsteiner in Niederösterreich;  ⚭ vor 25. Februar 1414 Katharina N. († um 1467), ihr Sohn war:

A1. (Hans) Wilhelm Kuoffsteiner (* um 1410, † 1470, ▭ in Röhrenbach),  zu Feinfeld (1467), ⚭ (Ehevertrag 26. Jänner 1445) Katharina Fraunhofer, To. v. Wolfgang Fraunhofer und Agnes Wiedersperger
B1. Hans Georg II. Kuefsteiner (* um 1446, † 1525), Herr von Spitz und zu Feinfeld (1481), 1525 am Landtag als Ritter, ⚭ I vor 24. Jänner 1490 Agatha († 1493), To. v. Balthasar Wildhopf und Witwe von Tholman Schadner; ⚭ II vor 23. April 1506 Katharina, To. v. Ulrich Püchler von Rieggers und Margareta (Marusch) Hager von Allentsteig
C1. [II] Hans Lorenz I. (Laurenz) Kuoffsteiner (* 1496, † 24. April 1547, ▭ in Röhrenbach), zu Feinfeld, Hr von Spitz, Herr zu Greillenstein (1534–46), Pfleger zu Senftenberg (1533), 1537–1541 Verordneter des Ritterstands, königl. Rat und 1541–1543 nö Landuntermarschall, ⚭ um 1524 Barbara († nach 1546), To. v. Stephan von Volckra zu Dornach und Barbara Thalheim
D1. Hans Georg III. Kuefsteiner (* 18. Februar 1536, † 5. Juli 1603, ▭ in Maria Laach), Freiherr zu Greillenstein und Hr zu Spitz, Niederöst. Herrenstand 1602, Vizedom in Niederösterreich (1566–72), kais. Rat, Regent in NÖ (1573–76), ⚭ I vor 26. Juni 1558 Radegunde († 1573), To. v. Kaspar von Neuhaus und Maria Schreiber, sechs Kinder; ⚭ II Viehofen 13. Juni 1574 Anna (* 16. Oktober 1559, † 17. Februar 1615 Wien), To. v. Wilhelm Kirchberger von Kirchberg und Anastasia von Mamming, 15 Kinder
E1. [I] (Hans) Georg Ehrenreich († 1584 Konstantinopel)
E2. [I] Maria, stirbt ledig, weitere vier jung gestorben
E3. [II] Maria Anna (* 1576, † 1595), stirbt ledig
E4. [II] Hans Helmhard (* 1576, † 1591)
E5. [II] Hans Jakob (Johann) (* um 26. Juni 1577, † 31. August 1633, ▭ Universitätskirche, Wien), Herr von Kuefstain, Frhr auf Greillenstein und Herr zu Spitz, ⚭ I (Heiratsvertr. 15. Jänner 1601) Klara Freiin von Puchheim (* 11. März 1579, † 5. Oktober 1618, ▭ Maria Laach), To. v. Adam Frhr von Puchheim und Anna Frn von Thannhausen; ⚭ II Wien 18. Jänner 1626 Maria Veronika Frn von Urschenbeck (* 1582, † 2. Dezember 1639), Witwe von Cyriakus Frhr Weber zu Retz und Bisamberg und Georg Seyfried Frhr von Brenner. siehe unten Stammliste nach Hans Jakob, ältere niederösterreichische Linie zu Greillenstein, besteht heute noch.
E6. [II] Hans Lorenz II. (Johann Laurenz) Kuefstein (* 1579, † 2. Mai 1628, ▭ Maria Laach), Herr zu Spitz, zu Zaissing (1617); ⚭ Wien 1. März 1604 Anna Maria Frn von Puechheim (* 9. September 1583 Schloss Karlstein, † 6. Dezember 1645, ▭ Maria Laach), To. v. Adam von Puchheim und Anna Frn von Thannhausen. jüngere niederösterreichische Linie zu Greillenstein, erloschen 1645.
F1. Johann Wilhelm Kuefstein (* 1604, † 1637, ▭ Maria Laach), kais. Kämmerer und Oberst
F2. Jacob Ludwig Kuefstein († 1645, ▭ Maria Laach), kais. Kämmerer und Oberstleutnant, ⚭ Judith von Teufel († 1687), Herrin zu Weyersburg, Gundersdorf und Ruckendorf, To. v. Rudolf von Teufel und Polyxena Frn von Eytzing.
F3. Anna Justina (* 1614, † vor 23. Juli 1666, ▭ Maria Laach), Erbin von Spitz, Zaissing, Laach und Schwöllenbach, ⚭ Johann Ehrenreich Geyer († um 1665), Frhr von Geyersberg zu Osterburg
F4. Anastasia († 23. März 1648 Regensburg)
F5. Sara († 31. August 1641 Spitz)
F6. Maria Afra, ⚭ 1653 Georg Christoph/ Wolf Christoph Frhr von Thanrädl
F7. Heinrich, genannt 1646
E7. [II] Eva Maria (* 1580, † zw. 25. Dezember 1642 und 22. September 1651 Ödenburg); ⚭ 1600 Balthasar Christoph Thanrädl, Fideikommißherr auf Tannberg und Rechberg († 1627 Ödenburg, ▭ Ternberg)
E8. [II] Hans Wilhelm (Johann) (* 14. Dezember 1581, † 20. Dezember 1604 bei Gran, ▭ Maria Laach), stirbt in einem Duell 1604 in der Nähe von Gran
E9. [II] Johann Ludwig (Hans Ludwig) (* 11. Juni 1582, † 27. September 1656 Linz, ▭ Minoritenkirche, Linz),  Graf von Kuefstein, Herr zu Spitz, Zaissing und Laach, Puechberg, Landeshauptmann in OÖ (1630–56), ⚭ I 2. Dezember 1607 Maria Grabner zur Rosenburg (* 1589, † 8. Jänner 1623), To. v. Sebastian Grabner von Josslowitz zur Rosenburg und Anna von Pollheim; ⚭ II Wien 27. November 1623 Susanna Eleonora zu Stubenberg (* 12. September 1602, † nach 21. Jänner 1658), To. v. Georg Hartmann zu Stubenberg und Dorothea Frn von Thannhausen; siehe unten Stammliste nach Hans Ludwig, jüngere oberösterreichische Linie, erloschen 1750.
E10. [II] Hans Erasmus (Johann) (* 1589, † 1601)
E11. [II] Anna Sarah (* 1593, † nach 9. Dezember 1618)
E12. [II] Justina Concordia Claudia (* nach 1595, † 1660), Hoffräulein der Erzherzogin Claudia, ⚭ vor 15. Juli 1631 Veit Benno Graf von Brandis († 1667)
E13. [II] Radegund (gen. 26. Dezember 1579, † nach November 1580)
E14. [II] Veronika (gen. 1595, † 1606–09)
E15. [II] Anastasia (gen. 1595–1620), stirbt ledig
D2. Regina Kuefstein († 1561), ⚭ 1550 Wolf Benedict von Kornfail zu Arndorf und Würmla
D3. Barbara Kuefstein († 1. September 1563), ⚭ 3. Juni 1562 Leopold von Pötting zu Persing und Murstetten († um 1571)
D4. Veronika Kuefstein († 1595/97), ⚭ vor 1555 Leopold Steger von Ladendorf († nach 20. August 1575)
D5. Anna Maria Kuefstein († 1555), ⚭ 1544 Johann Wolfgang, Frhr von Rueber zu Pixendorf und Grafenwörth
D6. Johannes, stirbt jung
D7. Lorenz, stirbt unverheiratet
C2. [II] Susanna Kuefstein, ⚭ I Veit Riedenthal; ⚭ II Alexander Martin Wirnitzer von Wirnitz († um 1572)
C3. [II] Euphemia Kuoffsteiner; ⚭ I vor 8. Februar 1528 Bernhard Steger zu Oberkreuzstetten († 1531); ⚭ II Achaz Tanickler (fl 1533–36); ⚭ III vor 28. Juni 1536 Christoph Rittenthaler
D1. [I] Katharina ⚭ um 1542 Hans von Statzendorf-Pelndorf
D2. [II] Anna
B2. Elisabeth Kuoffsteiner († um 8. Februar 1505), ⚭ I vor 12. März 1464 Kaspar Schober; ⚭ II Hans Leoprechtinger († um 8. Februar 1505)
B3. Magdalena Kuoffsteiner, ⚭ vor 9. Juni 1490 Andreas Zebinger
A2. Magdalena (gen. 1447 und 1452) ⚭ Andreas von Oedt
B1. Marchard Oeder, Geistlicher
B2. Agnes Oedt, ⚭ N. Feyrtager
A3. Hans
A4. Tybalt
A5. Georg
A6. Engelhart

## Stammliste nach Hans Jakob
Hans Jakob (Johann Jakob) Freiherr von Kuefstein (* um 26. Juni 1577, † 31. August 1633, ▭ Universitätskirche, Wien), Herr von Kuefstain, Frhr auf Greillenstein und Herr zu Spitz (Wien 18. September 1622), Oberst-Erbländischer Silberkämmerer in OÖ (Wien 25. Juni 1624), kais. wirkl. Rat 1607, Reichshofrat 1620, ⚭ I (Heiratsvertr. Schloss Greillenstein 15. Jänner 1601) Klara Freiin von Puchheim (* 11. März 1579, † 5. Oktober 1618, ▭ Maria Laach), To. v. Adam Frhr von Puchheim und Anna Frn von Thannhausen; ⚭ II Maria Veronika Frn von Urschenbeck (* 1582, † 2. Dezember 1639), Witwe von Cyriakus Frhr Weber zu Retz/Rötz und Bisamberg/Pisamberg und Georg Seyfried Frhr von Brenner
A1. [I] Anna Elisabeth, (* 1603, † 25. November 1673 Wien); ⚭ Wien 19. September 1627 Ernst Gf Kollonitz († 12. Dezember 1638)
A2. [I] (Johann) Georg Adam (* 1605, † vor 22. September 1656, ▭ Augustinerkirche, Wien) Graf von Kuefstein, Freiherr zu Greillenstein und Herr auf Spitz (in Österr. erbländ.) (Ebersdorf 7. September 1654), ungarisches Indigenat 1647, zu Guttenstein und Burgschleinitz, Kommandant von Wien 1639, Oberst 1641, kais. Hofkriegsrat, ⚭ I Maximiliana Eleonora ze Švamberka (Schwanberg) († nach 1652), To. v. Vilém II ze Švamberka /Wilhelm II. von Schwanberg und Johana Trczková z Lípy; ⚭ II spätestens 1637 Eva Christina Freiin von Neuhaus zu Rüetting († 3. Jänner 1668, ▭ Augustinerkirche, Wien), To. v. Georg Gundacker Herr von Neuhaus und Scholastika von Hoheneck
B1. Hans Franz (* 20. August 1638 Greillenstein, † 4. Oktober 1642, ▭ Maria Laach)
B2. Johann Maximilian (* 21. Februar 1640, † 14. August 1640, ▭ Maria Laach)
B3. Maria Elisabeth (* 1641, † 4. März 1699, ▭ Hall in Tirol), seit 3. Dez. 1674 Klosterfrau, Oberin im Klarissenkloster Hall in Tirol (1695–99)
B4. Johann Rudolf (* 23. September 1642, †?)
B5. Hans Heinrich (* 30. Dezember 1643 Wien, † Anfang Dezember 1683), kais. Oberst des von ihm aufgestellten Dragoner-Regiments (später K.u.k. Böhmisches Dragoner-Regiment „Eugen Prinz von Savoyen“ Nr. 13), gefallen nahe St. Nicola, ⚭ Bückeburg 22. Februar 1676 Gfn Charlotte Juliane von Schaumburg-Lippe (* 17. Februar 1654 Bückeburg, † um 10. Juli 1684 Greillenstein), To. v. Graf Philipp I. von Schaumburg-Lippe und Sophie Landgräfin von Hessen-Cassel (siehe Stammliste des Hauses Lippe/ Haus Schaumburg-Lippe (Von Philipp I. bis Philipp II.)
C1. Hans Georg, (* um 1677, † 20. März 1695) mit 18 Jahren gefallen nahe Casale (siehe Pfälzischer Erbfolgekrieg)
C2. N. ein Sohn, genannt 1683
B6. Johann Georg IV. (Hans Georg) (* 21. Jänner 1645 Wien, † 7. April 1699 ebenda, ▭ Greillenstein), Herr zu Litschau (1687), gründete den Fideikommiss Greillenstein (4. April 1699), kais. Geh. Rat, Malteser Ritter, ⚭ Wien 13. Juni 1672 Anna Franziska Hocher Frn von Hohenkrän (* 17. März 1652 Bozen, † 22. November 1722 Litschau, ▭ Rohrbach), Herrin zu Litschau 1699, To. v. Johann Paul Hocher, Frhr von Hohenkrän (Hohenkraën) und Helena Kerschbaumer zu Salurn; siehe unten Stammliste nach Johann Georg IV.
B7. Johann Wilhelm (* 29. August 1646 Wien, †?)
B8. Marie Susanna (* 17. Oktober 1647 Wien, † 11. Juli 1716 ebenda); ⚭ Wien 30. September 1681 Johann Christoph Gf von Rottal (* 1635, † vor 24. Dezember 1699 Wien), Herr zu Feistritz, Rothenthurn usw.
B9. Hans Franz II. (* 26. April 1649, † 22. Juni 1649, ▭ Maria Laach)
B10. Johann Christoph (* 6. Oktober 1650 Wien, † 1675/85), kämpft 1675 gegen Turenne
B11. Maria Klara ( ▭ 5. Juni 1675 Maria Laach)
B12. N., ein jung verstorbener Sohn
A3. [I] Erasmus (* 24. Juli 1607, † 6. Dezember 1607, ▭ Maria Laach)
A4. [I] Hans Georg (* 12. Juni 1609, † 17. Dezember 1609, ▭ Maria Laach)
A5. [I] Georg Christoph (* 1611, † 29. Dezember 1629, ▭ Wien, St. Anna)
A6. [I] Hans Georg, gen. 1618
A7. [I] Klara Maria, gen. 1618

## Stammliste nach Hans Ludwig
Johann Ludwig von Kuefstein (Hans Ludwig) (* 11. Juni 1582, † 27. September 1656 Linz, ▭ Minoritenkirche, Linz), ab 1646 Graf von Kuefstein (Linz 12. Juni 1646), Böhmisches Inkolat (15. Dezember 1645), Herr zu Spitz, Zaissing und Laach, Herr zu Puechberg (1612), kais. Kämmerer, Landeshauptmann in Oberösterreich (1630–56), ⚭ I 2. Dezember 1607 Maria Grabner zur Rosenburg (* 1589, † 8. Jänner 1623), To. v. Sebastian Grabner von Josslowitz zur Rosenburg und Anna von Pollheim; ⚭ II Wien 27. November 1623 Susanna Eleonora zu Stubenberg (* 12. September 1602, † nach 21. Jänner 1658), To. v. Georg Hartmann zu Stubenberg und Dorothea Frn von Thannhausen; aus der ersten Ehe entstammen 15 Kinder, die aber alle jung gestorben sind. Kinder der zweiten Ehe:
A1. [II] Gottlieb (* 22. November 1624, † 27. November 1624)
A2. [II] Gotthilf (* 1625, † 1687), Kanoniker in Ellwangen (1637–40), Jesuit (vor 1654)
A3. [II] Anna Dorothea (* 3. Dezember 1626, † 14. April 1630, ▭ Maria Laach)
A4. [II] Maria Eleonora (~ Wien 28. Februar 1628, † 1630, ▭ Maria Laach)
A5. [II] Constantia (* 17. März 1629, † 19. April 1630, ▭ Maria Laach)
A6. [II] Susanna Maria (* 1630/33, † 13. Jänner 1697 Benatek), ⚭ I 25. Juli 1648 Johann Frhr von Werth († 6. September 1652), ⚭ II Franz Christoph Hartmann, Frhr von Klarstein (* 16. August 1628 † 31. Dezember 1665), ⚭ III Kaspar Johann von Cabbegg zu Saareck, ⚭ IV Johann Ernst Gottfried Gf von Schützen
A7. [II] Maria Theresia († 1665), Sr. Maria Susanna bei den Karmelitinnen in Graz
A8. [II] Lobgott (* 18. Dezember 1632 Linz, † 1680 ebenda), zu Burgschleinitz (1668), Landmann der Steiermark (13. August 1658), kais. Geh. Rat und Kämmerer, ⚭ Wien 19. November 1659 Gfn Maria Anna von Starhemberg (* 5. Jänner 1640 Wien, † 1679 Linz)
B1. Liebgott (* 1662, † 7. Juli 1710 Passau), zu Weidenholz, Hartheim und Schwertberg, kais. Kämmerer, Geh. Rat und Hofmarschall des Bischofs von Passau, ⚭ 1686 Gfn Karoline Antonia von Lamberg (* 5. Februar 1669, † 6. April 1733)
C1. Preisgott II. († 4. Juni 1745), kais. General-Feldwachtmeister, gefallen nahe Striegau, ⚭ 27. Dezember 1738 Maria Karoline Gfn von Questenberg (* 4/14. November 1712 Wien, † 22. März 1750 Linz), To. v. Johann Adam Gf von Questenberg und Maria Anna Gfn von Waldburg zu Zeil und Trauchburg
C2. Hilfgott
C3. Fürchtegott († 1728 Ungarn)
C4. Maria Anna Philippa (* 1689, † 14/18. April 1750), ⚭ Wien 12. Juni 1708 Franz Ludwig Gf von Salburg zum Salaberg (* 1689, † Puchheim 4. Juni 1758)
C5. Maria Ros, ⚭ 10. Juni 1730 Joseph Anton Frhr von Donnersperg
C6. Maria Karolin, stirbt jung
C7. Maria Leopoldina ( † 1759), ⚭ Irnharting 26. Juni 1718 Johann Weickard Gf von Spindler († 23. Mai 1755), Frhr und Edler Herr zu Wildenstein
B2. Susanna Eleonore († 11. Jänner 1728 Linz), ⚭ Weidenholz 10. Jänner 1678 Benedikt Theodosius Schifer († 27. Dezember 1731 Linz), Frhr von und zu Freiling auf Daxberg und Gallham
B3. Diengott († 1692)
B4. Ehrgott Maximilian (* 11. Oktober 1676, † 3. Dezember 1728), Herr zu Schwertberg und Windegg, kais. Kämmerer, ⚭ I 1704 Maria Theresia, Frn von Erhart († 1706), Erbin von Gallspach, To. v. Augustin Frhr von Erhart; ⚭ II 3. Oktober 1709 Prinzessin Antonia Maria Eleonore von und zu Liechtenstein (* 4/12. Jänner 1683, † 19. Dezember 1715)
C1. [II] Eleonore Maria (* 21. Juli 1711, †?), stirbt jung
C2. [II] Maximilian Dankgott (* 1712, †?), stirbt jung
C3. [II] Maria Karolina (* 1713, †?)
C4. [II] Willgott Joseph (* 1714, †?), stirbt jung
C5. [II] Karolina Eleonora (* 28. Jänner 1715, †?)
B5. Johann Traugott (* 13. Februar 1666, † 25. Juli 1716 Passau), Domherr 1678, Domdekan zu Passau 1713
B6. Gottfried († 21. Oktober 1705 Braunau) kais. Oberst und Kommandant von Braunau am Inn,
B7. Maria Franziska Michaela (* 1669, † 17. August 1751, ▭ Käfermarkt), zu Schwertberg, Windegg usw., ⚭ Linz 25. September 1690 Graf Christoph Wilhelm I. von Thürheim (* 13. März 1661 Salaberg, † 8. Jänner 1738 Linz, ▭ Käfermarkt)
B8. Lobgott Maximilian (* 1678, † 6. April 1748, ▭ Minoritenkirche, Linz), zu Hartheim, ⚭ I 1703 Gfn Maria Eleonore von Starhemberg (* um 1685, † 7. April 1720 Linz, ▭ Minoritenkirche, Linz), ⚭ II 1721 Anna Margareta Maximiliana Gfn von Volckra, To. v. Adam Gf von Volckra († 1750)
C1. [I] Maria Anna Eleonora Franziska (* 1704, † 1722), Nonne in Metz,
C2. [I] Diengott (* 1706, † 1728)
C3. [II] Maria Susanna Eleonora
C4. [II] Maria Franziska
C5. [II] Gottlieb Maximilian Graf von Kuefstein († 1748), ⚭ 1746 Maria Katharina Gfn von Preysing
A9. [II] Ehrgott, starb ledig
A10. [II] Gotttrau († 1691), Kanoniker von Ellwangen (1643–46) und Olmütz (-1654), ⚭ 9. März 1659 Maximiliana Eleonore Frn von Schwanberg (ze Švamberka), Erbin von Augezd († nach 1652), 1675 Rittmeister
A11. [II] Preisgott I. (* 20. Februar 1637, † 19. Jänner 1701, ▭ Linz), zu Hartheim, Weidenholz und Anif, erbl. salzburg. Oberjägermeister, ⚭ I Graz 30. September 1659 Maria Katharina Frn von Khüenburg (* 30. Mai 1640 Graz, † 23. August 1682), To. v. Johann Ferdinand Frhr von Khüenburg und Barbara Constantia Scheidt von Leitersdorf; ⚭ II Braunau am Inn 29. Oktober 1685 Anna Maria Helene Susanna Frn von Steinau († 1686 Schloss Anif); ⚭ III Eva Susanna Ottilia Hayden von Dorff, To. v. Christoph Adam Hayden von Dorff, Witwe nach Otto Achaz von Hohenfeld
B1. [I] Franz de Paula Ludwig (* 2. April 1679, † 1733), ⚭ vor 1705 Maria Anna Magdalena Gfn von Preysing († zw. 7. Juni 1728 und 13. Jänner 1731), To. v. Johann Albert Gf von Preysing
C1. Maria Anna (* um 1705, †?), ⚭ Georg Friedrich Gf von Gleispach († 11. Juli 1743)
B2. [I] Maria Eleonora,  stirbt jung
B3. [I] Maria Rosa († 1749)
A12. [II] Diengott (* 1640, † 1641)
A13. [II] Gottwill († vor September 1656), starb ledig vor dem Vater
A14. [II] Johanna Ludovica († vor 1705), ⚭ Johann Reichard Frhr von Kunitz
A15. [II] Hilfgott (* 1643, † 13. Dezember 1713, ▭ St. Peter, Salzburg), Geh. Rat des Erzbischofs von  Salzburg, Stadtkommandant und Kriegsratdirektor, ⚭ I 31. Mai 1671 Maria Blandina (Katharina) Gfn von Schützen; ⚭ II Maria Clara Lasser von Lassereck (* 23. November 1670, † 28. Juni 1746, ▭ St. Peter, Salzburg), Frn von Marzoll, To. v. Johann Georg Lasser von Lassereck und Anna Klara, Frn von Berndorf
B1. [II] Maria Anna Eleonore Ludovika, (* 5. Mai 1694 Salzburg, † 3. Dezember 1752 Ried, Oberösterreich); ⚭ 29. August 1712 Joseph Maria Franz Ferdinand Frhr von Imsland († 30. März 1740 Regensburg), Hr zu Thurnstein
B2. [II] Johann Joseph (* 1695, †) stirbt jung
B3. [II] Ferdinand Joseph (* 1697, † 10. August 1720)
B4. [II] Karl Joseph Innocenz (* 4. April 1699, † 4. Juli 1741), Kanoniker in Berchtesgaden
B5. [II] Maximilian Joseph (* 9. Dezember 1700, † 1727 Messina)
B6. [II] Maria Clara (* 14. August 1703, † 28. November 1777), Stiftsdame
B7. [II] Ernst Joseph (* 2. Mai 1706, † 4/6. März 1736), Priester

## Stammliste nach Johann Georg IV.
Johann Georg IV. Graf von Kuefstein (* 21. Jänner 1645 Wien, † 7. April 1699), Fideikommißherr auf Greillenstein, Herr zu Litschau usw., ⚭ Wien 13. Juni 1672 Anna Franziska Hocher, Frn von Hohenkräen (* 17. März 1652 Bozen, † 21/22. November 1722 Schloss Litschau), To. v. Johann Paul Hocher Frhr von Hohenkräen und Helena Kerschbaumer zu Salurn
A1. Johann Paul (* 5. April 1673 Wien, † 3. Oktober 1719 ebenda), Herr zu Steinach, kais. Kämmerer und General-Feldwachtmeister,
A2. Johann Georg Adam (* 6. März 1674 Wien, † 30. April 1674)
A3. Maria Anna Susanna (* 1675, † 14. November 1675 Greillenstein)
A4. Maria Rosina (* 13. August 1675 )
A5. Johann Leopold Anton (* 22. November 1676 Wien, † 21. November 1745 Wien), Graf von Kuefstein, Fideikom.Hr auf Greillenstein, zu Burgschleinitz und Hohenkraën, kais. Geh. Rat, ⚭ Wien 8. Juni 1700 Gfn Maria Franziska Kollonitz (* 18. Juli 1686, † 15. Jänner 1746 Kirchberg am Walde), Erbin von Namiest, Kirchberg am Walde usw.
B1. Michael, stirbt jung
B2. Maria Anna Margaretha Josepha Theresia (* 3. Mai 1704 Graz, † 8. Juli 1745), ⚭ 20. April 1726 Ferdinand Joseph Gf von Unverzagt († 6. Jänner 1735)
B3. Johann Georg Wilhelm (* 23. April 1709 Wien, † 23. Mai 1737 Greilenstein), ⚭ Greilenstein 20. November 1730 Anna Maria Gfn von Götzen († November 1762), To. v. Johann Karl Joseph Gf von Götzen und Anna Barbara Obyteczky von Obytecz
C1. Maria Franziska (~ 10. Jänner 1733 Greilenstein, † 15. April 1746)
C2. Maria Anna (~ 4. Februar 1734, † nach 17. September 1745)
C3. Maria Karolina (~ 12. April 1737, †?), ⚭ 26. Juni 1763 Karl Frhr von Roelcke
A6. Maria Josepha Rosina Elisabeth Eusebia (* 25. Februar 1678 Greilenstein, † 1730 (?)), ⚭ Greillenstein 23. April 1710 Ferdinand Franz Leopold Gf von Walmerode († 19. Jänner 1734)
A7. Johann Karl Jakob Eusebius (* 11. Juli 1679 Wien, † 17. April 1717), Herr zu Pottenbrunn, Rassing und Thalheim, kais. Kämmerer und Regent in Niederösterreich, ⚭ (21. Februar 1702) Anna Rosina Otterstädter (von Otterstett) († 30. März 1713, ▭ Pottenbrunn), Witwe nach Helmhard Friedrich Jörger, Hr zu Pottenbrunn und Rudolf Gf von Zinzendorf
A8. Johann Ernst (* 27. Mai 1683, † 4. Februar 1742 Wien), Herr zu Derla (Tirol), Pottenbrunn, Rassing und Thalheim (1722), kais. Kämmerer und Oberstleutnant, ⚭ 7. Juni 1722 Maria Cäcilia Gfn Steinpeiss (* 5. Februar 1701, † 12. Jänner 1758 Wien), To. v. Johann Otto Gf Steinpeiss und Eva Rosina Gfn Hilleprant von und zu Prandegg
B1. Johann Maximilian Leopold Ferdinand Adam Ladislaus (* 27. Juni 1723 Wien, † 25. Mai 1773), Herr zu Pottenbrunn, k. k. Kämmerer, ⚭ Wien Februar 1748 Maria Anna Gfn Unverzagt (* 16. Februar 1728, † 28. Jänner 1779 St. Pölten), To. v. Ferdinand Gf Unverzagt
C1. Maria Anna (* 1749/55, † 22. April 1802 Wien), ⚭ Wien 30. Jänner 1780 Gf Johann Otto VIII. von Abensperg und Traun-Meissau (* 19. April 1730, † 8. Jänner 1795 St. Pölten)
C2. Maria Josepha (* 2. Oktober 1750, † 12. März 1850 Wien), ⚭ 18. August 1772 Joseph Gf von Schallenberg († nach 1802)
C3. Maria Antonia (* 22. Juli 1762, † 28. Mai 1792 Krems), ⚭ 13. Mai 1787 Johann Karl Frhr von Werner († nach 1798)
B2. Johann Leopold Viktor Kyrill Eusebius Joseph (* 9. Juli 1724 Wien, † 28. Februar 1725 ebenda)
B3. Maria Josepha Cäcilia Agatha (* 16. Mai 1725 (? 28. Juli 1726) Wien, † 8. Juni 1752)
B4. Maria Anna Walburga (* 23. Juni 1726 (? 27. Oktober 1727) Wien, † 1747)
B5. Maria Franziska (* 2. März 1727, † 1740)
B6. Johann Baptist Johann Evangelist Nepomucenus Sarcander Ernst Franz Erasmus Adam Felix (* 23. November 1728 (? 2. Juni 1731) Wien, † 30. Juli 1731 ebenda)
B7. Maria Antonia Cäcilia Apollonia Eva Rosina Josepha (* 27. März 1730 (? 11. Februar 1730) Wien, † 1745)
B8. Joseph Franz Xaver Franz de Paula Nepomucenus Andreas Athenogenes (* 20. Juli 1731 (? 29. November 1734) Wien, † 5. April 1738 ebenda)
B9. Johann Karl (* 17. Mai 1732, † 1750)
B10. Johann Ferdinand Franz de Paula Adam Casparydes Athenogenes (* 21. Februar 1734 (? 29. November 1737) Wien)
B11. Marie Cäcile Katharina Josepha Eva (* 30. April 1736 Wien, † 2. August 1762 ebenda), ⚭ 30. April 1758 Gf Johann Rudolph von Abensperg und Traun-Meissau (* 24. Dezember 1728 Wien, † 25. März 1791 ebenda)
B12. Johann Adam Ludwig Joseph Franz de Paula Eusebius Athenogenes Ernst (* 24. August 1739 Wien, † 29. Februar 1776 Wien), Herr zu Thalheim, Rassing und Perschling, k. k. Kämmerer, ⚭ Wien 9. Jänner 1769 Gfn Maria Franziska von Colloredo-Wallsee (* 16. Februar 1739, † 8. März 1798 St. Pölten), To. v. Kamillo Gf von Colloredo-Wallsee und Maria Franziska Gfn von Wolfsthal
C1. Johann Adam Franz Xaver Franz de Paula Rudolf (* 17. April 1770 Wien, † 20. April 1770 ebenda)
C2. Maria-Elisabeth Theresia Franziska, (* 2. Mai 1771 Wien, † 8. April 1796 St. Pölten), ⚭ Wien 6. Juli 1791 Fürst Franz Maria Johann Joseph Hermann (Ferdinand) von Khevenhüller-Metsch (* 7. April 1762 Wien, † 2. Juli 1837 Fronsburg, NÖ)
C3. Johann Franz de Paula Xaver Vincenz Ferrerius Leopold (* 3. Juni 1772, † 30. Juni 1772 Wien)
B13. Maria Anna Josepha Barbara (* 28. November 1740 Wien, † 26. Dezember 1740 ebenda)
B14. Johanna (* um 1742, † 9. Juni 1752 Wien)
A9. Johann Franz Anton Eusebius (* 17. Oktober 1680 Wien)
A10. Maria Anna Franziska Eusebia (* 30. Mai 1682 Wien, † 16. August 1688 Greillenstein)
A11. Maria Anna (* um 1683, † 6. September 1684 Greillenstein)
A12. Franz Joseph Ignaz Eusebius (* 5. Mai 1686 Wien)
A13. Johann Ferdinand I. (* 27. März 1688 Wien, † 12. April 1755 Wien, ▭ Greillenstein), Graf von Kuefstein, Fideikom.Hr auf Greillenstein (1745-) und zu Hohenkraën (1745–46, verkauft), Herrenstand in Böhmen und Mähren (Wien 11. Dezember 1725), -in Oberösterreich (Linz 18. August 1732), Großes Palatinat (Wien 8. September 1734), Landmann in Kärnten (Klagenfurt 1. August 1736), -in Steiermark (Graz 22. Mai 1737), -in Krain (Laibach 14. Juni 1737), -in Görz und Gradisca (Görz 3. Juli 1737), Mitglied in der Schwäb. Reichsritterschaft (Freiburg i.Br. 1. Oktober 1737), Herr und Landmann in Tirol (2. April 1739), Mitglied im Schwäb. Reichsgrafenkollegium (1746), kais. geh.Rat, Reichshofrat und Hofvicekanzler, ⚭ Wien 9. Februar 1719 Gfn Maria Anna Breunner (* 30. März 1700 Wien, † 29. Mai 1766 Wien)
B1. Johann Ferdinand II. Deodatus Maximilian Nepomucenus (* 20. Dezember 1727 Wien, † 20. März 1789 ebenda, ▭ Greillenstein), Gf von Kuefstein, Fideikom.Hr auf Greillenstein, Herr zu Rappoltenkirchen usw., Inkolat in den Böhmischen Herrenstand (7. April 1781), k. k. Wirk. Kämmerer, ⚭ 16. Juni 1749 Gfn Maria Anna von Dietrichstein (* 3. November 1730, † 23. März 1805 Wien)
C1. Johann Joseph Leopold Ferdinand Franz Ignaz (* 2. März 1751, † 26. Dezember 1775)
C2. Johann Ferdinand III. (* 18. Oktober 1752 Wien, † 23. November 1818 Wien, ▭ Greillenstein), Graf von Kuefstein, Fideikom.Hr auf Greillenstein, zu Burgschleinitz, Zagging und Viehofen (1786-), Hr zu Rappoltenkirchen (1789–1811), k. k. Kämmerer, Stadthauptmann von Wien (1793), ⚭ Wien 29. Jänner 1781 Gfn Maria Theresia von Colloredo-Wallsee (* 17. Februar 1763, † 14. März 1800 Wien)
D1. Maria Anna, (* 25. April 1782, † 28. Mai 1824 Wien), ⚭ Wien 26. April 1801 Karl Joseph Gf von Khüenburg (* 1767, † 21. Juni 1832 Praha)
D2. Ferdinand (* und † 1784)
D3. Franz de Paula (* und † 1786)
D4. Franz Seraphin Johann Baptist Ferdinand (* 8. März 1794 Wien, † 3. Jänner 1871 Wien), Graf von Kuefstein, Fideikom.Hr auf Greillenstein usw. (1818–71), Oberst-Erblandsilberkämmerer in Österreich ob- und unter der Enns, k. k. wirkl. Geh.Rat, Kämmerer und Obersthofmeister, ⚭ Wien 1. Juli 1830 Gfn Guidobaldine Paar (* 2. Dezember 1807 Wien, † 14. Juni 1874 Wien)
E1. Guidobaldine Theresia Antonia Anna (* 4. Juni 1831, † 25. März 1835, ▭ Greillenstein)
E2. Viktoria Theresia Maria Anna Karolina (* 28. Jänner 1836, † 29. Mai 1838, ▭ Greillenstein)
E3. Karl Ferdinand Franz (* 31. Juli 1838 Viehofen, † 1. Februar 1925 Greillenstein), Gf von Kuefstein, Fideikom.Hr auf Greillenstein usw. (1871–1925), Oberst-Erblandsilberkämmerer in Öst., k.u.k. Kämmerer und Geh.Rat, ⚭ Paris 18. Juli 1870 Maria Magda Emilia Krüger (* 24. August 1842 Berlin, † 23. Juli 1897 Hilterfingen am Thuner See)
E4. Maria Johanna (* 9. Juni 1840 Kassel, † 11. März 1914 Wien), Nonne in Wien
E5. Franz Seraphicus Ferdinand Viktor Kamill (* 11. Juni 1841 Kassel, † 31. Dezember 1918 Viehofen, Niederösterreich) k.u.k. Kämmerer, ⚭ Rom 30. November 1872 Maria della Pace Pssa Odescalchi (* 6. Dezember 1851 Rom, † 7. März 1917 Rom)
F1. Maria Katharina Guidobaldine Elisabeth (* 5. November 1873 Schloss Viehofen, † 1951), Nonne in Bassano-Veneto 1920
F2. Sophie Livia Marie Gabriele (* 17. Juni 1875 Schloss Viehofen, † Dezember 1955), Karmelitin
F3. Guidobaldine Marie Franziska (* 19. Juni 1878 Schloss Viehofen, † 1933 Rom), Nonne in Rom 1920
F4. Alexandra Marie Livia (* 12. Oktober 1879 Schloss Viehofen, † 1932 Rom), Nonne in Rom 1896
F5. Johann Ferdinand IV. Gabriel Maria Joseph Karl Emil Franz Georg Ignaz (* 1. Februar 1885 Rom, † 25. März 1958 Viehofen, Niederösterreich), k.u.k. Kämmerer, Familienchef , ⚭ Karlstetten bei St. Pölten 16. September 1920 Stephanie Gfn Marschall (* 18. November 1886 Drahotusch, † 21. Juni 1974 Wien), Tochter v. Max Gf Marschall und Wilhelmine Gfn von Hallwyl
G1. Franziska Romana (* 2. Juli 1921 Schloss Viehofen, † 7. April 1994 Viehofen), ⚭ Viehofen 19. Juni 1955 Adalbert Kurz (* 11. Juni 1912 Ragendorf, † 14. Mai 1976 Wien)
G2. Karl Ferdinand Franz Ernst Maria, Familienchef (* 6. Februar 1923 Schloss Viehofen,† 6. Juni 2014 Greillenstein), ⚭ Loosdorf, NÖ 8. Mai 1949 Gabriele Mensdorff-Pouilly (* 7. Februar 1926 Boskovice, † 6. Oktober 2010 Horn)
H1. Alexandra Stephanie Thekla Maria (* 1950 Wien), ⚭ Greillenstein, NÖ 7. September 1974 Georg-Friedrich Graf Kinsky (* 1941 Moravský Krumlov)
H2. Johann Georg V. Ferdinand Alfons Andreas Maria (* 1951 Wien, † 2022 St.Pölten), Familienchef, ⚭ Salzburg 24. April 1977 Anna Thienen-Adlerflycht (* 1952 Salzburg, † 2001 Kloster Irdning), Tochter v. Christoph Frhr von Thienen-Adlerflycht und Isabella Anna Gräfin Serényi de Kisserény
I1. Johann-Ferdinand Karl Christoph Wolfgang Ignatius Maria, Graf (* 1979 Salzburg), Familienchef
I2. Catharina Margarethe Mechtildis Maria, (* 1980 Salzburg)
I3. Theresa Alexandra Gabriele Isabella Maria, (* 1982 Horn, † 1987 Wien)
I4. Clara Theresa Angelika Magdalena Maria, (* 1989 Wien)
H3. Andreas Ferdinand Alfons Eduard Maria, (* 1954 Wien), Eigentümer Schloss Greillenstein, ⚭ (civ) Horn, 9. Mai 1986, (rel) Eberau 24. Mai 1986 Elisabeth Maria Prinzessin von Bayern (* 22. Jänner 1959 Leutstetten), Urenkelin von Marie Valerie von Österreich und Ururenkelin von Kaiserin Elisabeth
I1. Marie-Isabell Hildegart Benedikta (* 1987 Horn) ⚭ (civ) Retz 8. Mai 2010, (rel) Rohrenbach 15. Mai 2010 Franz Georg Sethy de Biscke (* 13. August 1980 Wien)
I2. Marie-Carolin Michaela Alfonsa (* 1988 Horn)
I3. Marie-Eleonor Alexandra Mechtildis (* 1990 Horn) ⚭ (civ) Wien 9. April 2013, (rel) Rohrenbach 13. Juli 2013 Christoph-Joseph Barelli (* 19. Juli 1979 Wien)
I4. Johann Ludwig Maria (* und † 22. April 1996 Horn)
I5. Marie Amelia Eleonore Patricia Alberta (* 1997 Horn)
I6. Karl Antonius Gabriel (* 2000 Horn)
H4. Heinrich Hans Manfred Maria (* 1958 Wien), ⚭ Alland 29. August 1992 Andrea Linzbichler (* 1960 Wien)
I1. Felix Eduard Maximilian Maria (* 1998 Wien)
I2. Sophie Marie Victoria (* 2001 Wien)
G3. Maria della Pace Karolina Anna Adelheid Theresia vom Kinde Jesu (* 2. April 1924 Viehofen)
G4. Vittoria Gabrielle Guidobaldine (* 8. Oktober 1929 Wien), ⚭ Greillenstein 30. Juni 1951 Johannes Gf von Blanckenstein (* 23. Mai 1923 Batelov)
F6. Helene Ladislawa Maria Sophia (* 26. Oktober 1886 Rom, † 24. Juli 1943 Livorno)
C3. Maria Antonia (* 1. Dezember 1753, † 15. Dezember 1832 Wien, ▭ Greillenstein)
A14. Johann Anton I. (* 12. Juni 1688, ▭ Litschau 4. Juni 1745), Herr zu Litschau (NÖ) (1722–45), Kämmerer und Generalfeldwachtmeister, ⚭ 28. April/4. Mai 1723 Maria Antonia Gfn von Rottal (* Jänner 1703, † 30. November 1761 Litschau), To. v. Johann Siegmund Gf von Rottal und Maria Maximiliana Beatrix Prinzessin von Liechtenstein
B1. Maria Maximiliana Felizitas Johanna Nepomucena Walburga Josephina Christina (* 16. Juni 1724 Wien) stirbt jung
B2. Franziska Marianna Maximiliana Walburga (* 9. Oktober 1725 Wien), stirbt jung
B3. Johann Anton II. Maximilian Nepomuk Theophil (* 3. November 1727, † 8. Oktober 1757 Litschau), Herr zu Litschau und Grünau, k. k. Kämmerer, ⚭ 1753 Gfn Maria Antonia von Fünfkirchen (* 1734, † 30. November 1761)
C1. Johann Franz de Paula Anton Ernst Sebastian Sigismund (* 21. Jänner 1754, † 9. September 1800 Grünau), Herr zu Litschau (1757–63), Hr zu Grünau, zu Gneixendorf (NÖ) (1792), k. k. Kämmerer, ⚭ Horpács 4. Juli 1774 Gfn Mária Terézia Széchenyi de Sárvár-felsõvidék (* 9. Oktober 1749 Széplak, † 19. November 1798 Gneixendorf)
D1. Maria Anna Juliane, (* 20. Mai 1775 Horpács, Komitat Nógrád, † 2. Februar 1836 Wien); ⚭ Wolfpassing 15. August 1793 Johann Ernst Gf Hoyos, Frhr zu Stichsenstein (* 8. August 1768 Perwarth (NÖ), † 14. Jänner 1849 Wien)
D2. Maria Josepha (* um 1777, † 22. März 1784 Wien)
D3. Maximilian (* 24. Mai 1778)
D4. Johann Nepomuk Maximilian (Georg) (* 18. Februar 1780, † 20. September 1836 Trnava (Tyrnau)), Herr zu Grünau (1800–03)
B4. Johann Leopold (* 20. Dezember 1728) stirbt jung

## Abkürzungen und Erklärung
Erklärung
1848/50 bedeutet: 1848 ODER 1850
1848–50 bedeutet: VON 1848 BIS 1850 oder zwischen 1848 und 1850
Abkürzungen und Symbole
~ getauft am
⚭ Eheschließung/Hochzeit
▭ begraben in
gen. genannt
To. v. Tochter von
rel kirchliche Hochzeit
civ zivile Eheschließung
Hr Herr
Frhr Freiherr
Frn Freifrau, Freiin
Gf Graf
Gfn Gräfin
NÖ, nö Österreich unter der Enns , -isch
OÖ, oö Österreich ob der Enns , -isch